# Otto Groß (Schwimmer)
Otto Groß (* 12. Januar 1890 in Karlsruhe; † 16. Oktober 1964 ebenda) war ein deutscher Schwimmer.

## Werdegang
Otto Groß belegte trotz einer Armverletzung bei den Olympischen Sommerspielen 1912 im Wettkampf über 100 m Rücken den fünften Platz. 1909 und 1910 wurde Groß Deutscher Meister über 100 m Rücken.